# Cheiridium insperatum
Cheiridium insperatum es una especie de arácnido del orden Pseudoscorpionida de la familia Cheiridiidae.

## Distribución geográfica
Se encuentra en Utah (Estados Unidos).